# Chant liturgique

Le chant liturgique est un chant chrétien qui accompagne la célébration de la liturgie de la messe, la liturgie des heures et la liturgie des sacrements. Il consiste à mettre en musique (et plus généralement à mettre en forme, à faire entendre) la Parole de Dieu et les prières, comme à ponctuer et accompagner la méditation et les différentes phases de la célébration liturgique.
L'anthropologie religieuse connaît l'hymne comme une de ses catégories universelles, à laquelle est applicable la définition de saint Augustin : « Hymnus ergo tria ista habet et cantum, et laudem, et Dei. Laus ergo Dei in cantico, hymnus dicitur » (« L'hymne est tout à la fois un chant, une louange, et cela pour Dieu. La louange de Dieu sous forme de cantique s'appelle donc hymne »),.

## Histoire

### Christianisme primitif
Dans les trois premiers siècles, le chant liturgique de l'Église est d'abord le psaume chanté en grec par le soliste qui succède à la tradition juive.

### Chant grégorien
Durant le haut Moyen Âge, les communautés monastiques, puis la totalité de l'Église, adoptent peu à peu le chant grégorien. Ce dernier est chanté a cappella et à l'unisson.

### Réforme protestante
La Réforme luthérienne s'accompagne d'un renouveau du chant avec l'apparition du choral protestant. Trois différences majeures le distinguent du grégorien. La première est l'utilisation systématique de la langue vernaculaire, en particulier l'allemand lors de la Réforme, Luther ayant lui-même composé un certain nombre de chorals. La seconde différence est la polyphonie, la plupart de ces chorals étant à quatre voix. Enfin, la grande différence d'exécution de ces chants est qu'il n'est plus chanté par un chœur mais par l'ensemble de l'assemblée.

### Liturgie post conciliaire
Le concile Vatican II (avec le texte Sacrosantum Concilium) ouvre la possibilité, dans l'Église catholique, de la liturgie en langue vernaculaire, mais de manière très prudente (cf art. 36). Dès lors, le latin et le chant grégorien restent une possibilité ouverte aux communautés catholiques, et devraient « occuper la première place » (cf art. 116). Dans les faits, les célébrations privilégient en général la forme vernaculaire.

## Chants dubréviaire romain[6]
- Ad regias Agni dapes
- Æterna cæli gloria
- Æterna Christi munera
- Æterna Imago Altissimi
- Æterne Rector siderum
- Æterne rerum Conditor
- Æterne Rex altissime
- Ales diei nuntius
- Alto ex Olympi vertice
- Antra deserti teneris
- A solis ortu cardina
- Athleta Christi nobilis
- Auctor beate sæculi
- Audi, benigne Conditor
- Audit tyrannus anxius
- Aurora cælum purpurat
- Aurora iam spargit polum
- Aurora soli prævia
- Aurora, solis nuntia
- Ave, maris stella
- Beata cæli gaudia
- Beata nobis gaudia
- Beate Pastor, Petre
- Bella dum late furerent
- Cælestis Agni nuptias
- Cælestis aulæ Nuntius
- Cælestis urbs Ierusalem
- Cæli Deus sanctissime
- Cælitum Ioseph, decus
- Cælo Redemptor prætulit
- Christe, sanctorum...Angelus nostræ
- Christe, sanctorum...Angelus pacis
- Christo profusum
- Consors paterni luminis
- Cor, arca legem continens
- Corpus domas ieiuniis
- Creator alme siderum
- Crudelis Herodes, Deum
- Custodes hominum
- Decora lex æternitas
- Deus, tuorum militum
- Domare cordis impetus
- Dum, nocte pulsa
- Ecce iam noctis
- Egregie Doctor, Paule
- En clara vox redarguit
- En, ut superba criminum
- Ex more docti mystico
- Exsultet orbis gaudiis
- Festivis resonent compita
- Fortem virili pectore
- Gentis Polonæ gloria
- Hæc est dies, qua candide
- Hominis superne Conditor
- Huius oratu, Deus
- Iam Christus astra
- Iam lucis orto sidere
- Iam morte, victor
- Iam sol recedit igneus
- Iam toto subitus vesper
- Iesu, corona celsior
- Iesu, corona Virginum
- Iesu, decus angelicum
- Iesu, dulcis memoria
- Iesu, Redemptor omnium. Perpes
- Iesu, Redemptor omnium. Quem
- Iesu, Rex admirabilis
- Immense cæli Conditor
- Inclitos Christi famulos
- In monte olivis
- Invicte Martyr, unicum
- Ira iusta Conditoris
- Iste Confessor Domini
- Iste, quem læti colimus
- Lucis Creator optime
- Lustra sex qui iam
- Lux alma, Iesu, mentium
- Lux ecce surgit aurea
- Lux o decora patriæ
- Magnæ Deus potentiæ
- Maria castis oculis
- Martinæ celebri plaudite
- Martyr Dei Venantius
- Matris sub almæ nomine
- Memento rerum Conditor
- Nobiles Christi famulas
- Nocte surgentes
- Nox atra rerum contigit
- Nox, et tenebræ
- Nullis te genitor
- Nunc, Sancte nobis
- O gente felix hospita
- O gloriosa virginum
- O lux beata cælitum
- Omnis expertem maculæ
- O nimis felix
- Opes decusque regium
- O prima, Virgo, prodita
- O quot undis lacrimarum
- O sola magnarum urbium
- O sol salutis, intimis
- Pange, lingua, gloriosi Corporis
- Pange, lingua, gloriosi Lauream
- Paschale mundo
- Pater superni luminis
- Placare, Christe, servulis...Et vos
- Placare, Christe, servulis...Nobis
- Plenis resultet vocibus
- Præclara custos Virginum
- Primo die, quo Trinitas
- Quem terra, pontus
- Quicumque Christum
- Quodcumque in orbe
- Rector potens verax
- Regali solio fortis
- Regis superni nuntia
- Rerum Creator optime
- Rerum, Deus, tenax
- Rerum supremo in vertice
- Rex gloriose Martyrum
- Rex sempiterne cælitum
- Sacra iam splendent
- Sacris solemniis
- Salutis æternæ dator
- Salutis humanæ Sator
- Salvete Christi vulnera
- Salvete, flores Martyrum
- Sanctorum meritis
- Sedibus cæli nitidis
- Si, Lege prisca fortitur
- Sic patres vitam peragunt
- Solis, o Virgo, radiis
- Somno refectis artubus
- Splendor paternæ gloriæ
- Summæ Deus clementiæ
- Summæ Parens clementiæ...Da
- Summæ Parens clementiæ...Nostros
- Summi Parentis Unice
- Surge! Iam terris fera
- Te deprecante, corporum
- Te Deum laudamus
- Te dicimus præconio
- Te gestientem gaudiis
- Te, Ioseph, celebrent
- Telluris alme Conditor
- Te lucis ante terminum
- Te, Mater alma Numinis
- Te, pater Ioseph, opifex
- Te sæculorum Principem
- Te, splendor et virtus Patris
- Tu natale solum
- Tu, Trinitatis Unitas...Nam
- Tu, Trinitatis Unitas...Ortus
- Tristes erant Apostoli
- Tu Trinitatis Unitas
- Ut queant laxis
- Veni, Creator Spiritus
- Verbum supernum prodiens
- Vexilla Christus inclita
- Vexilla Regis...Hoc Passionis tempore
- Virginis Proles...Hæc
- Virginis Proles...Huius
- Vox sonat Sponsi

#### Ouvrages
- [Sacrosanctum Concilium 1963] Paul VI, Sacrosanctum Concilium, Rome, Vatican II, coll. « constitution conciliaire » (no 4), décembre 1963 (lire en ligne)
- [Aimé-Georges Martimort 1989] Aimé-Georges Martimort, « La constitution liturgique et sa place dans l'œuvre de Vatican II », dans Le deuxième Concile du Vatican (1959-1965) : Actes du colloque organisé par l'École française de Rome en collaboration avec l'Université de Lille III, l'Istituto per le scienze religiose de Bologne et le Dipartimento di studi storici del Medioevo e dell'età contemporanea de l'Università di Roma-La Sapienza (Rome 28-30 mai 1986), Rome, École française de Rome, coll. « Publications de l'École française de Rome » (no 113), 1989, 867 p. (ISBN 9782728301881, OCLC 499727219, www.persee.fr/doc/efr_0000-0000_1989_act_113_1_3388), p. 497-509
- [Olivier Manaud 2013] Olivier Manaud (préf. André Dupleix), La musique liturgique édifie l'Église, Paris, Téqui, coll. « Croire et savoir » (no 63), 2013, 583 p. (ISBN 978-2-7403-1788-4, OCLC 873473191)
- [Académie catholique de France 2016] L'art de célébrer la liturgie de Vatican II : cinquante ans après la constitution “Sacrosanctum concilium” [Textes issus du colloque “Célébrer la liturgie de Vatican II”, Aix-en-Provence, 3-4 octobre 2013], Paris, Académie catholique de France, coll. « Parole et silence », 2016, 200 p. (ISBN 978-2-88918-688-4, BNF 45242290)
- [Hélène Bricout 2020] Hélène Bricout (dir.), Du bon usage des normes en liturgie : approche théologique et spirituelle après Vatican II, Paris, Éditions du Cerf, coll. « Lex orandi » (no 9), 2020, 421 p. (ISBN 978-2-204-13733-1, BNF 46501024)

#### Articles
- [Dominique Catta 1957] Dominique Catta, « Le chant liturgique chez les Mauristes », Revue d'histoire de l'Église de France, t. 43, no 140,‎ 2 mars 1957, p. 301-312 (ISSN 0242-6056, DOI https://doi.org/10.3406/rhef.1957.3223, www.persee.fr/doc/rhef_0300-9505_1957_num_43_140_3223, consulté le 2 octobre 2020)
- [Universa Laus 2002] De la musique dans les liturgies chrétiennes, Lugano, Universa Laus, coll. « Document » (no 2), mai 2002, 4 p. (lire en ligne)
- [Céline Hoyeau 2012] Céline Hoyeau, « Vatican II :  la constitution « Sacrosanctum Concilium » », La Croix, t. 101,‎ 2 mars 2012 (ISSN 0242-6056, lire en ligne, consulté le 1er octobre 2020)
- [Patrick Prétot 2013] Patrick Prétot, « La place de la Constitution sur la liturgie dans l'herméneutique de Vatican II », Recherches de science religieuse, t. 101, nos 2013/1,‎ 1843, p. 13-36 (DOI 10.3917/rsr.121.0013, lire en ligne, consulté le 1er octobre 2020)
- [Jean-Sébastien Laurent 2020] Jean-Sébastien Laurent, Cantiques et tambours à Kinshasa : Un siècle de musique liturgique, Paris, Éditions Karthala, coll. « Histoire des mondes chrétiens », février 2020, 240 p. (ISBN 978-2-8111-2719-0)